# لار (بیتبورگ-پروم)
لار (به آلمانی: Lahr) یک شهر در آلمان است که در بیتبورگ-پروم واقع شده‌است.